# 钙化
钙化指的是钙盐在软组织中沉积，并使其硬化的过程。 钙化在人体中发生的程度、位置等多样。

## 原因
软组织（血管，软骨，心脏瓣膜等）钙化的原因一般是维生素K缺乏症，也有因为身体吸收钙和维他命D过多而造成的 。同时，体内矿物质失衡也是可能的原因。
当维生素K不足时，摄入过量的维生素D可导致维生素D中毒 ，导致机体从肠道摄入过多的钙，这可能造成软组织以及动脉钙化 。这样的转移性软组织钙化，主要是组织中的“钙捕手”物质，如弹性纤维或酸粘多糖造成的，尤其多见于肺和大动脉中。

## 矿物质平衡
- 营养不良性钙化
- 转移性钙化，钙水平在所有组织、血液中升高。

## 症状
- 牙垢
- 瘀傷組織
- 關節炎骨刺
- 腎结石
- 膽结石
- 扁桃腺結石
- 異種骨

## 位置
- 骨骼钙化
- 骨外钙化
  - 钙过敏症
- 脑（Fahr氏综合征）

## 类型
钙化的模式可能预示病理过程。
夹层的外观显示肉芽肿性疾病，而爆米花样钙化表示错构瘤。恶性病变有斑点状或偏心性病变。

## 乳腺疾病
大量的乳腺疾病中, 钙盐会在死亡的细胞上沉积, 造成病理性钙化 。小的症状可经由乳房X光检查, 例如乳腺导管癌，可在样片中看出来。

## 治疗
- 维生素K正常时，增加维生素D的摄入量，但这会造成厌食。